# Frank V. Ortiz, Jr.

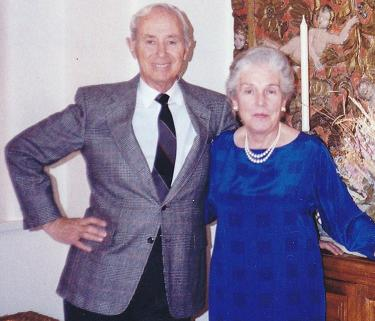
Frank V. Ortiz, Jr. mit seiner Ehefrau Dolores Ortiz

Frank Vincent Ortiz, Jr. (* 14. März 1926 in Santa Fe, New Mexico; † 27. Februar 2005 ebenda) war ein US-amerikanischer Diplomat, der mehrmals Botschafter war.

## Leben
Frank Vincent Ortiz, Jr., war nach dem Schulbesuch zwischen 1943 und 1944 am Empfang des US-Senats tätig. Er trat zum Ende des Zweiten Weltkrieges in die United States Army Air Forces (USAAF) ein und leistete in dieser bis 1946 Militärdienst. Nach Kriegsende begann er ein Studium im Fach Auswärtige Beziehungen an der Georgetown University und schloss dieses 1950 mit einem Bachelor of Science (B.S. Foreign Service) ab, nachdem er zuvor einen Auslandsstudienaufenthalt an der Universität Complutense Madrid absolviert hatte. 1951 trat er in das US-Außenministerium ein und absolvierte 1952 einen Studienaufenthalt an der Amerikanischen Universität Beirut (AUB). Nachdem er zwischen 1953 und 1956 Wirtschaftsreferent an der Botschaft in Äthiopien tätig gewesen war, fand er von 1956 bis 1958 Verwendung als Politischer Referent an der Botschaft in Mexiko.
Anschließend war Ortiz im Außenministerium von 1958 bis 1960 Sonderassistent des Koordinators für Operationen im Büro des Unterstaatssekretärs (United States Under Secretary of State) sowie daraufhin zwischen 1960 und 1961 Sonderassistent des Leiters der Unterabteilung für Interamerikanische Angelegenheiten (Assistant Secretary of State for Inter-American Affairs). Danach war er zwischen 1961 und 1963 Sonderassistent des Botschafters in Mexiko, Thomas C. Mann, sowie nach seiner Rückkehr ins Außenministerium von 1963 bis 1966 Referent für Spanien in der Unterabteilung für Europäische Angelegenheiten. Ein darauf folgendes postgraduales Studium an der George Washington University schloss er mit einem Master of Science (M.S.) ab. Im Anschluss war er von 1967 bis 1970 als Aufsichtsbeamter an der Botschaft in Peru. 1970 wurde er Ständiger Vertreter des Botschafters (Deputy Chief of Mission) in Uruguay und verblieb auf diesem Posten bis 1973, wobei er von 1972 bis 1973 kommissarischer Botschafter (Ambassador ad interim) war. Nach seiner Rückkehr fungierte er im Außenministerium zwischen 1963 und 1975 als Leiter des Referats Argentinien, Paraguay und Uruguay sowie von 1975 bis 1977 als Stellvertretender Leiter der Unterabteilung Verwaltung (Deputy Executive Secretary).
Am 14. Juli 1977 wurde Frank Ortiz zum Botschafter in Barbados ernannt und übergab dort am 29. Juli 1977 als Nachfolger von Theodore Roosevelt Britton sein Beglaubigungsschreiben. Er verblieb auf diesem Posten bis zum 15. Mai 1979, woraufhin Sally Shelton-Colby seine dortige Nachfolge antrat. Er war zugleich als Botschafter in Grenada akkreditiert. Im Anschluss wurde er am 3. Juli 1979 zum Botschafter in Guatemala ernannt und trat dort am 17. Juli 1979 die Nachfolge von Davis E. Boster an. Er bekleidete diese Funktion bis zum 6. August 1980 und wurde danach von Frederic L. Chapin abgelöst.
Anschließend war Ortiz von 1980 bis 1981 Politischer Berater des US-Kommandos Süd (US Southern Command) in der Panamakanalzone. Am 1. Oktober 1981 erfolgte seine Ernennung zum Botschafter in Peru, wo er am 10. November 1981 als Nachfolger von Edwin G. Corr sein Beglaubigungsschreiben übergab. Er verblieb auf diesem Posten bis zum 27. Oktober 1983 und wurde danach von David C. Jordan abgelöst. Zuletzt wurde er am 18. November 1983 zum Botschafter der Vereinigten Staaten in Argentinien ernannt und übergab als Nachfolger von Harry W. Shlaudeman am 29. November 1983 seine Akkreditierung. Diesen Botschafterposten hatte er bis zum 29. August 1986 inne, woraufhin Theodore E. Gildred seine Nachfolge antrat.
Aus seiner Ehe mit Dolores Ortiz gingen vier Kinder hervor. Er unterstützte die Präsidentschaftskandidaturen von George W. Bush sowie später von Barack Obama.